# L'arcobaleno della gravità
L'arcobaleno della gravità (Gravity's Rainbow) è il terzo romanzo dello scrittore statunitense Thomas Pynchon, pubblicato negli Stati Uniti d'America nel 1973.
La narrazione, lunga, complessa e frammentata, è ambientata principalmente in Europa al termine della seconda guerra mondiale ed è incentrata sulla produzione e impiego del missile tedesco V2. In particolare, diversi personaggi cercano di scoprire la natura di un misterioso dispositivo, lo Schwarzgerät, che sta per essere installato su un missile dal numero di serie 00000. L'arcobaleno del titolo altro non è che la traiettoria parabolica descritta da un missile balistico dal lancio al momento in cui colpisce un bersaglio.
Il romanzo è generalmente ritenuto dalla critica accademica una delle opere più importanti della letteratura americana e mondiale del Novecento, nonché un testo paradigmatico della letteratura postmoderna. Nel 1974, vinse il National Book Award per la narrativa, ex aequo con Una corona di piume e altri racconti di Isaac Bashevis Singer.

## Trama
1 – Oltre lo zero
Londra, dicembre 1944. La capitale britannica è sotto il tiro dei missili V2 che i tedeschi lanciano dalla costa olandese. I servizi di intelligence scoprono una significativa coincidenza tra i luoghi colpiti dalle bombe-razzo tedesche e gli appuntamenti a sfondo erotico del tenente Tyrone Slothrop dell'esercito degli Stati Uniti. Slothrop viene inserito in un programma di ricerca che lavora su fenomeni paranormali reclutati per la guerra; nel suo caso si ipotizza una sorta di riflesso pavloviano: l'eccitazione sessuale di Slothrop si manifesta nel luogo dove piomberà la V2. Da bambino Slothrop è stato oggetto degli esperimenti di un certo Laszlo Jamf, che attualmente lavora in Germania per la IG Farben nel quadro delle ricerche finanziate dal comando supremo della Wehrmacht; negli anni venti aveva condizionato il piccolo Slothrop a reagire con un'erezione a un determinato stimolo; al termine del ciclo di esperimenti provvide a de-condizionarlo, dimenticando però probabilmente quello che Pavlov definiva “estinzione latente, asintomatica, oltre lo zero”, cioè un de-condizionamento protratto al di là del punto in cui il riflesso è annullato.
Giugno 1944, sbarco in Normandia. I servizi segreti riportano a Londra l'agente Katje Borgesius, infiltrata in una delle batterie missilistiche che dall'Olanda bersagliano l'Inghilterra di razzi V2, la Schuss-stelle 3 comandata da un capitano della Wehrmacht conosciuto con lo pseudonimo di Blicero. Nel tragico crepuscolo della guerra ormai perduta costui si è chiuso in una routine sadomasochista ai danni di Katje e del soldato semplice Gottfried, giocattoli sessuali della sua fantasia deviata. Blicero si trovava nella colonia tedesca del Südwestafrika negli anni Venti, durante la repressione della rivolta della popolazione indigena terminata nel quasi genocidio degli Herero; è lì che Blicero ebbe il suo primo rapporto omosessuale con il nero che battezzò Enzian e portò con sé in Germania; insieme a numerosi altri neri Herero, Enzian è uno degli esperti di missilistica che compone lo Schwarzkommando delle SS.
2 – Un perm' au Casino Hermann Göring
Gli Alleati sbarcano in Costa Azzurra e Tyrone Slothrop viene trasferito a Cannes. Anche in Francia ha la possibilità di mettere in pratica il suo talento di seduttore. Una sera salva una bella giovane da una misteriosa piovra gigante che cerca di rapirla sulla spiaggia: è Katje Borgesius, che con questo espediente i servizi segreti gli mettono alle calcagna. I due hanno una relazione, il che permette di osservare le sue reazioni sessuali. Slothrop deve frequentare un corso di tedesco per imparare i termini correlati con le bombe-razzo in preparazione dell'invasione della Germania; le lezioni gli procurano vistose erezioni. Dopo la liberazione della Francia inizia l'invasione della Germania.
Slothrop scopre nella lista dei materiali usati per la costruzione delle V-2 un isolante denominato l'Imipolex G, che non risulta nel manuale dei nomi commerciali tedeschi: è un polimero sviluppato da Laszlo Jamf per la IG Farben; il suo brevetto è posseduto in comproprietà dalla Shell. Slothrop sa che i razzi V2 sono teleguidati sull'Inghilterra dal palazzo della Shell olandese, e che l'ufficio di intelligence inglese che si occupa delle informazioni sui missili tedeschi è situato nella sede Shell di Londra. Un razzo vettore A4 (V2) destinato a portare una bomba con lo strano numero di serie 00000 attrae l'attenzione di Slothrop, che sentendosi vittima di un complotto decide di sfuggire dal programma di controllo per cercare la verità sul condizionamento subito da bambino. Maggio 1945: la Germania si arrende.
3 – Nella Zona
Nel romanzo ci si riferisce alla Germania sconfitta in guerra sempre e solo come “la Zona”. Slothrop entra nella Zona. Gli indizi sull'Imipolex G puntano sulla fabbrica sotterranea di Nordhausen dove si assemblavano le V2. Sale clandestinamente sul tetto di un treno dove conosce gli Herero dello Schwarzkommando SS comandati da Enzian; addestrati dal partito nazista per formare giunte militari in grado di sostituire i governi delle colonie inglesi e francesi, gli Herero sono diretti alla sua stessa meta. Gli americani stanno evacuando i razzi residui prima dell'arrivo dei sovietici, alla cui zona d'occupazione la regione è assegnata.
Enzian ha un fratello di sangue di nome Čičerin, agente del servizio informazioni sovietico che agisce nella Zona: il padre di Čičerin, marinaio su una nave da guerra russa, mise incinta una donna Herero durante uno scalo nell'Africa sudoccidentale tedesca. Il frutto di quell'unione è naturalmente Enzian, che ora Čičerin vuole incontrare. Dunque sono in tre a dare la caccia al mitico razzo che porta il numero di serie 00000, del quale si è impossessato “Blicero” Weissman rientrato dall'Olanda: sono anni che il nazista ricatta l'ingegnere Franz Pökler, lasciandogli periodicamente trascorrere qualche giorno con la figlia rinchiusa in un campo di concentramento, come premio per il lavoro sul razzo nel poligono di Peenemünde; ora lo costringe a apportare una modifica sullo 00000. Secondo Margherita Erdmann, ex diva del cinema e adesso amante di Slothrop, “Blicero” Weissman ha fatto modificare lo 00000 per ospitare un contenitore fatto di Imipolex G.
Slothrop decide di averne abbastanza di questo scenario da complotto, ma per tornare in Inghilterra deve attraversare la Zona che si trova nella devastazione più totale, mentre nazionalità intere scacciate dall'Est migrano su mezzi di fortuna. Čičerin scopre che il razzo 00000 è già stato lanciato da una Schuss-stelle al comando di Weissmann, con un carico misterioso che ha complicato il problema del controllo di volo. Slothrop si imbatte in Pökler e ricostruisce il condizionamento chimico subito da bambino, quando fu oggetto di un esperimento della IG Farben, la stessa che produce l'Imipolex G. È questa la ragione per cui in casa non mancavano mai i soldi neppure durante la grande depressione.
4 – La Forza Contraria
Katje arriva in missione nella Zona e prende contatto con lo Schwarzkommando; viene a sapere da Enzian che i servizi segreti ritengono che Blicero, abbandonata la batteria di lancio, abbia lanciato dalla brughiera di Lüneburg il razzo 00000. Negli ultimi giorni prima del lancio Blicero si confidava amaramente con il giovane Gottfried, rimasto il suo giocattolo sessuale dopo la fuga di Katje; il giovane soldato capì che il suo protettore si aspettava qualcosa da lui. Dopo avere cercato a lungo il fratellastro Enzian per tutta la Zona Čičerin non lo riconosce quando lo incontra furtivamente perché la sua amante tedesca Geli gli ha gettato un incantesimo d'amore che lo rende insensibile al mondo.
Tyrone Slothrop raggiunge la brughiera di Lüneburg, il luogo in cui i tedeschi pagani sacrificavano i cavalli durante le antiche cerimonie: qui il capitano americano si dissolve letteralmente, come prevedibile considerando l'entropia (entropy) già prevista nell'anagramma del suo nome. Il razzo 00000 è stato lanciato da qui, e Gottfried era alloggiato in un sedile di Imipolex all'interno, schiacciato dolorosamente dall'accelerazione verso la coda del razzo come una vittima sacrificale, mentre Blicero osservava l'ultima V2 nazista salire inesorabilmente verso il suo Brennschluss esplosivo nel cielo.

## Personaggi
L'arcobaleno della gravità mette in scena una grande quantità di personaggi che scompaiono e ritornano, rivelando una struttura interconnessa di rapporti che sorregge la complessità della trama.
Protagonisti
- Tyrone Slothrop – capitano dell'esercito USA, di stanza a Londra nel 1944, possiede il “talento” di prevedere inconsciamente il punto in cui cadono le bombe-razzo tedesche V2: la mappa degli appuntamenti erotici di Slothrop con donne inglesi coincide infatti con i siti colpiti dagli attacchi. Negli anni Venti è stato sottoposto, con il consenso della famiglia, agli esperimenti del pavloviano Laszlo Jamf.
- “Blicero” Weissman, capitano delle SS che comanda la Schuss-stelle 3 batteria di lancio V2 situata sulla costa olandese. “Blicero” è la latinizzazione della parola Blicker, nome tedesco medievale per la Morte.
- Katje Borgesius – olandese, fa il doppio gioco tra i fascisti di Mussert e la resistenza antinazista; trasformata in schiava sessuale da Blicero, per essere evacuata chiede aiuto a “Pirata” Prentice tramite un messaggio cifrato nascosto in una V2. Ha una breve relazione con Tyrone Slothrop in Costa Azzurra, dopo lo sbarco alleato. Per tenere sotto controllo Pointsman si incarica di assecondarne le fantasie sadomasochiste di dominazione; a fine romanzo si unisce a Enzian nella ricerca del razzo 00000.
- Čičerin – ufficialmente dipendente dell'Istituto Centrale di Aerodinamica di Mosca; durante l'inverno staliniano fu incaricato di portare l'alfabeto russo in Asia centrale. Poco dopo la sua nascita il padre, cannoniere nella squadra navale dell'ammiraglio Rožestvenskij, concepì un altro figlio con una donna Herero durante uno scalo a Lüderitz, nell'Africa sudoccidentale tedesca: Enzian.
- Enzian – nero dell'etnia Herero che Blicero ha portato con sé in Germania facendone un esperto di missilistica dello Schwarzkommando; per il suo popolo è lo Nguarorerue, per Blicero uno schiavo sessuale; è fratellastro per parte di madre di Čičerin.

Altri personaggi
- Bianca – figlia preadolescente di Margherita Erdmann e, forse, di un certo Max Schlepzig (lo stesso nome riportato sui falsi documenti usati da Slothrop per entrare nella Zona); finita nel letto di Slothrop durante un festino alcolico, gli chiede di fuggire insieme.
- Lyle Bland – lo “zio Lyle” amico di famiglia degli Slothrop, in rapporti commerciali con Laszlo Jamf, per conto del quale sorvegliò discretamente negli anni Venti l'esperimento sull'infante Tyrone.
- ”Pig” Bodine – marinaio americano che contrabbanda droghe nella Zona; provoca una collisione tra il cacciatorpediniere su cui è imbarcato e il sottomarino di Squalidozzi perché riempie di onirina (una molecola brevettata da Laszlo Jamf) la macchinetta del caffè di bordo, con prevedibili effetti sulla percezione temporale del timoniere e dell'addetto al radar; a fine romanzo causa l'allontanamento definitivo di Jessica dalla vita di Roger.
- la lampadina Byron – Un bulbo che, per ragioni sconosciute, gode di una vita superiore alle altre lampadine, per questo incappa nel Comitato per le Incandescenze Anomale che si incarica di farle sparire quando si rivelano virtualmente eterne.
- Jeremy “Castoro” - “terzo incomodo” nella relazione tra Jessica e Roger.
- Carroll Eventyr – medium reclutato da PISCES, è lui a parlare per primo, in trance, del “regno di Dominus Blicero”.
- Margherita Erdmann – attrice cinematografica tedesca degli anni Venti e Trenta, soprannominata l'anti-Dietrich, faceva coppia con l'attore Max Schlepzig; pare che una scena bollente tagliata dal suo film Alpdrücken sia finita nella collezione privata di Goebbels, che notoriamente aveva un debole per le attrici.
- Geli – amante tedesca di Čičerin, ha una breve relazione con Slothrop nella Zona; si vanta di essere una strega e con un incantesimo d'amore confonde Čičerin al punto di non riconoscere il fratellastro quando si incontrano.
- Gottfried – soldato semplice della Wehrmacht, è il “giocattolo sessuale” di Blicero il quale, fantasticando sulla fiaba di Hansel e Gretel, ha previsto per lui e Katje un destino “nel forno”.
- Grigori – piovra gigante provvista di grandi lobi ottici che il dottor Spectro destina agli esperimenti di Pointsman, convinto che l'inversione pavloviana avvenga sullo stimolo visivo della palla rossa di fuoco della V2; viene utilizzata anche per simulare il rapimento di Katje Borgesius in modo da provocare l'intervento di Slothrop.
- Laszlo Jamf – fautore di una “chimica nazionalzocialista”, è l'inventore del polimero Imipolex G prodotto dalla IG Farben e il principale responsabile del condizionamento di Slothrop.
- Duane Marvy – ufficiale americano razzista, scaraventato giù da un treno da Enzian, cerca di vendicarsi su Slothrop ma viene evirato al posto suo dal commando inviato da Pointsman nella Zona per interrompere l'esperimento.
- Roger Mexico – fidanzato di Jessica Swanlake, lavora per l'ente governativo PISCES che si occupa di sfruttare fenomeni paranormali in funzione bellica.
- Kurt Mondaugen – ex collaboratore di Laszlo Jamf, coinvolge il vecchio compagno di scuola Franz Pökler nel programma missilistico nazista.
- Morituri – guardiamarina giapponese; venuto in Germania per ragioni diplomatiche, prima della guerra conobbe Margherita Erdmann alle terme di Bad Karma; è convinto che la donna sia un'assassina rituale di bambini.
- “Tantivy” Mucker-Maffick – ufficiale che ha la scrivania nella stessa stanza con Tyrone Slothrop, a Londra.
- Klaus Närrisch – esperto di sistemi di guida per missili, contrabbandiere socio di Von Göll; lo Schwarzkommando è sulle sue tracce perché ha lavorato al razzo 00000.
- Andreas Orukambe – vice di Enzian nello Schwarzkommando.
- Edward W. A. Pointsman – ricercatore di PISCES, pavloviano esperto di riflessi condizionati; vorrebbe condurre Slothrop alla “fase ultraparadossale”, la confusione degli opposti che lo scienziato sovietico Pavlov considerava la spiegazione di tutte le malattie mentali.
- Geoffrey “Pirata” Prentice – capitano dell'unità “paranormale” dell'esercito, è in grado di “vedere le fantasie altrui”.
- Ilse Pökler – figlia di Leni e Franz, concepita a causa dell'eccitazione provocata da un film in cui recita Margherita Erdmann; viene usata da Blicero per indurre il padre a continuare la collaborazione.
- Leni Pökler – attivista comunista tedesca e moglie dell'ingegnere Franz Pökler, è stata l'amore giovanile di Peter Sachsa; lascia il marito per il suo coinvolgimento nel programma missilistico nazista; Slothrop la conosce come “la massaggiatrice Solange” perché si nasconde in clandestinità.
- Generale Pudding – responsabile di PISCES, disapprova gli esperimenti di Pointsman su Tyrone Slothrop.
- Džaqyp Qulan – aiutante di Čičerin, lo inizia all'esperienza mistica della Luce dei Kirghisi.
- Peter Sachsa – esperto tedesco di sedute spiritiche morto durante una manifestazione nel 1930, ora è lo spirito-guida del medium Carrol Eventyr.
- William Slothrop – antenato di Tyrone, ideatore della dottrina eretica dei Preteriti, le moltitudini trascurate da Dio nell'atto di scegliere gli Eletti: Giuda Iscariota è per essi ciò che Gesù è per gli Eletti.
- Kevin Spectro – medico che ritiene vi sia un “parallelo pavloviano” nel caso Slothrop: l'inversione tra il sibilo e l'esplosione della bomba razzo (le V2 viaggiano a velocità superiore a quella del suono, per cui prima la bomba esplode e dopo si sente il sibilo) e l'inversione tra l'esplosione della bomba stessa e l'eccitazione sessuale. Muore a causa di una V2 perché Slothrop ha un rapporto con un'infermiera in una stanza della clinica dove lavora.
- Squalidozzi – rivoluzionario argentino fuggito in Europa su un U-Boot tedesco.
- Miklos Thanatz – marito di Margherita Erdmann, si ritrova in una comunità di ex deportati omosessuali del campo di Dora, che sorge accanto alle fabbriche delle V2; liberati al termine della guerra, si sono chiusi in una società isolata, retta da un'immaginaria gerarchia SS che riproduce gli ipotetici rapporti sadomasochisti del Lager; Thanatz assiste al lancio del razzo 00000 nella brughiera di Lüneburg.
- Gerhardt Von Göll – regista tedesco, è l'autore di un film sui neri addetti al lancio delle V2 che circola in Inghilterra prima della scoperta del vero Schwarzkommando; è convinto che il semplice fatto di ipotizzarne l'esistenza lo abbia creato dal nulla; si è convertito in borsanerista nella Zona con il nome di Der Springer.
- Frans van der Groov – antenato di Katje Borgesius, emigrò nel Seicento sull'isola di Mauritius dove contribuì all'estinzione del Dodo (didus ineptus).
- Blodgett Waxwing – disertore e commerciante d'armi e droghe nella Zona.

## Temi
“Le conoscenze in cui spazia comprendono: spiritualismo, statistica, psicologia pavloviana, Londra nel 1944, Berlino, Zurigo e Potsdam nel 1945, ingegneria chimica, il mercato nero baltico, materie plastiche, propulsione missilistica, balistica, economia, logistica militare, cartelli industriali transnazionali (Shell, Agfa, IG Farben), tarocchi e Cabala, stregoneria, spionaggio, l'opera lirica di Rossini, canzoni pop e motivetti degli anni Trenta e Quaranta, filastrocche, hashish e cocaina, e la storia dello slang e della moda in America.” Un tale sfoggio di cultura, che oltre a divertire il lettore rischia di annichilirlo, appare l'antidoto a un horror vacui dal quale Pynchon appare perseguitato: da qui la costruzione di trame e controtrame, divagazioni, cataloghi di oggetti, moltiplicazione di simboli e metafore, descrizioni dettagliate fino alla pedanteria tecnologica, notizie etnografiche, festini frenetici, barzellette scolastiche e orge di droga e alcol, perversioni sessuali e inversione dei ruoli, e non ultima un'ossessione per la trasformazione sadomasochistica della carne umana in macchina inorganica, materia morta.

Una visione così cupa della storia, ancorché ravvivata da sprazzi di humour talvolta irresistibile, induce a pensare che al centro de “L'arcobaleno della gravità” vi sia la certezza che la Seconda guerra mondiale ha rappresentato il punto di non ritorno dell'umanità; l'arco di parabola delle V2 simboleggia la fine della razionalità: “l'inesorabile estinzione dell'uomo ha già avuto inizio”: “perché i libri di Pynchon, tutti e indistintamente, raccontano dell'estinzione della razza umana”.

## Critica
L'opera è stata accolta con "stupore, indignazione, ammirazione." All'epoca della pubblicazione, il romanzo fu recensito sul New York Times da Richard Locke, il quale paragonò la scrittura di Pynchon a quella di Vladimir Nabokov, aggiungendo che "le sue risorse tecniche e verbali ricordano Melville e Faulkner". Richard Poirer, sul Saturday Review, paragonò L'arcobaleno della gravità  a Moby Dick e Ulisse, affermando che "segna un passo avanti rispetto a entrambi i libri nel modo in cui tratta l'eredità culturale."
Nel 1974 la giuria del Premio Pulitzer lo raccomandò all'unanimità come vincitore, ma il Pulitzer Advisory Board decise di non assegnare il premio considerando il romanzo di Pynchon “illeggibile, pretenzioso, troppo lungo” e in certi passaggi “osceno”.
Considerato dalla maggioranza della critica accademica uno dei romanzi più importanti della letteratura americana novecentesca, L'arcobaleno della gravità è stato incluso nella lista dei "100 migliori romanzi di lingua inglese" (1923-2005) dalla rivista Time
L'arcobaleno della gravità spazia in un'incredibile quantità di discipline, nell'intero spettro della conoscenza umana, rendendo permeabili i confini tra letteratura alta e bassa, tra scienza e metafisica, tra canone letterario e trasgressione. Paranoia, entropia e amore per la morte sono le forze che muovono una trama densa in modo schiacciante, ossessivamente elaborata, stupida, oscena, divertente, tragica, filosofica, poetica, fastidiosamente leggera, ispirata, orrifica, fredda, gonfia, arenata e maledetta.
Una delle prime critiche contemporanee alla pubblicazione del romanzo, sulla rivista “The New Yorker”, è illuminante sullo stile dell'autore: È quantomeno un matematico della prosa, che calcola l'effetto minimo e massimo di ogni parola e ogni riga, ciascun gioco di parole o ambiguità, e secondo il risultato applica le proprie conoscenze virtualmente senza distrazioni, assumendo rischi linguistici spaventosi ma tonificanti. In questo modo la sua duttile scrittura può offrirci una delicata e dolorosa scena d'amore, poi urlare senza soluzione di continuità le sonorità di un'orgia di ubriaconi e drogati.
Genesi del romanzo
Si sa che gli archivi della Boeing di Seattle, dove Pynchon lavorò tra il 1960 e il 1962, possiedono una vasta documentazione sulle bombe razzo V2, utilizzata come lavoro propedeutico al programma Bomarc nel cui settore Comunicazione l'autore fu coinvolto. A proposito della genesi del romanzo, la critica ha rilevato un confronto interessante tra L'arcobaleno della gravità e un romanzo di Philip K. Dick pubblicato nel 1959, nel periodo in cui Pynchon leggeva abitualmente fantascienza: si tratta di Tempo fuor di sesto (Time out of Joint). La trama; in una cittadina di periferia un perdigiorno di mezza età di nome Ragle Gumm è conosciuto da tutti per una dote particolare: tutti i giorni, da anni, è il vincitore del gioco a premi bandito dal modesto quotidiano locale per indovinare in quale punto di una griglia si materializzerà un omino verde. Si scoprirà che la placida cittadina è in realtà una “riserva protetta” ideata per sfruttare il potere soprannaturale di Gumm nel prevedere dove cadranno i missili che le colonie lunari ribelli sparano quotidianamente contro la Terra per ottenere l'indipendenza.
Interpretazione strutturale
Secondo il più celebre intervento critico dedicato interamente al libro, la complessa struttura di L'arcobaleno della gravità rappresenta un “mandala di redenzione” costruito intorno a eventi chiave del calendario liturgico cattolico: il lettore se ne rende conto soltanto sovrapponendo i fatti reali contenuti nelle pagine alle ricorrenze sacre degli anni 1944-45. Una struttura circolare quindi (anche se mancano 3 mesi al ciclo completo, dal momento che la narrazione inizia il 18 dicembre e termina il 14 settembre) più che una forma a arco, o arcobaleno.
Anche il sito “The Modern Word” ospita una dettagliata analisi sulla struttura del romanzo a partire dalla ricostruzione della sua linea temporale. Oltre a più chiavi di interpretazione soggettive, come la cabala ebraica, i tarocchi e il viaggio dell'eroe di Joseph Campbell, l'intervento si preoccupa a sua volta di fissare la scansione temporale del romanzo sul calendario liturgico cattolico, individuando questa volta una forma a arco, o parabola, il cui fuoco è la domenica di Pasqua del 1945:
- Oltre lo zero

La prima parte, il cui titolo è mutuato dalla psicologia pavloviana, è composto da 21 frammenti divisi da un segno grafico; inizia il 18 dicembre e termina il 26 dicembre 1944.
- Un perm' au Casino Hermann Göring

Perm' è l'abbreviazione familiare francese per permissionnaire, “soldato in licenza”. Anche se è composta di solo 8 frammenti, la seconda parte copre un arco di cinque mesi da una data imprecisata intorno a Natale 1944 fino al 20 maggio 1945, il giorno di Pentecoste (molto oltre la Pasqua, dunque).
- Nella Zona

La parte più lunga, 32 frammenti, inizia a Pentecoste quando termina la precedente e finisce il 6 agosto, che per la Chiesa cattolica è il giorno della trasfigurazione di Gesù. Il fatto che il 6 agosto 1945 sia anche stata sganciata la bomba atomica su Hiroshima è solo un altro tassello nella rete di riferimenti simbolici del romanzo.
- La Forza Contraria

Inizia il 6 agosto e termina il 14 settembre, che per i cattolici è il giorno dell'esaltazione della Santa Croce, ma in realtà nei suoi 12 frammenti si rivela particolare dopo particolare ciò che è accaduto in precedenza: il climax del romanzo si svolge infatti la domenica di Pasqua, che nel 1944 coincide con il 1º aprile. Sacro e profano quindi: in inglese il primo giorno di aprile è Fool's day, e il protagonista Tyrone Slothrop sarebbe la personificazione del ventiduesimo Arcano maggiore dei Tarocchi, “il Matto”, una specie di giullare che può apparire in cima o in fondo al mazzo, il cui nome inglese è proprio “the Fool”. I progetti millenaristici degli Herero intorno al razzo 00001 sono tesi verso il 14 settembre perché c'è una sovrapposizione ideale tra il Razzo e la Croce, l'estinzione volontaria della razza e il volontario sacrificio di Gesù; ma il macabro olocausto architettato da Blicero ha luogo la domenica di Pasqua.

## Edizioni
- Thomas Pynchon, L'arcobaleno della gravità, traduzione di Giuseppe Natale, collana La scala, Rizzoli, 1999,  p. 968, ISBN 88-17-86690-3.

## Studi critici
- Trainini, Marco. A silent extinction. Saggio su "L'arcobaleno della gravità" di Thomas Pynchon, prefazione di Fabio Vittorini, Arcipelago Edizioni, Milano 2010.
- Trainini, Marco. Pynchon, Castelvecchi Editore, Roma 2020.
- Inger H. Dalsgaard, Luc Herman, Brian McHale (a cura di), The Cambridge Companion to Thomas Pynchon, Cambridge University Press, Cambridge-New York 2011.